# 瑟馬利托 (加利福尼亞州)
瑟馬利托（英語：Thermalito）是位於美國加利福尼亞州比尤特縣的一個人口普查指定地區。

## 地理
瑟馬利托的座標為39°30′41″N 121°35′13″W / 39.51139°N 121.58694°W，而該地最高點為海拔高度68米（即223英尺）。

## 人口
根據2010年美國人口普查的數據，瑟馬利托的面積為33.332平方千米，當中陸地面積為32.898平方千米，而水域面積為0.434平方千米。當地共有人口6646人，而人口密度為每平方千米199人。